# Bérengère Poletti
Pour les articles homonymes, voir Poletti.
Bérengère Poletti, née le 14 octobre 1959 à Biencourt-sur-Orge (Meuse), est une femme politique française. Membre du parti Les Républicains, elle est députée de 2002 à 2022.

## Biographie
En 1995, elle fait son entrée en politique en étant élue conseillère municipale (RPR) de Charleville-Mézières sur la liste d'opposition menée par Philippe Mathot (UDF-PR). Elle devient conseillère régionale de Champagne-Ardenne en 2002 sur la liste menée par Jean-Claude Étienne (RPR-UDF). Elle est vice-présidente du conseil régional de Champagne-Ardenne entre 1998 et 2004.
Bérengère Poletti est élue députée le 16 juin 2002, pour la XIIe législature (2002-2007), dans la circonscription des Ardennes (1re). 
Elle est réélue avec 59,58 % des voix au second tour dans cette même circonscription le 17 juin 2007 face à la candidate socialiste Claudine Ledoux.
Candidate aux élections municipales de mars 2008 face à Claudine Ledoux, elle perd au second tour. Elle est réélue députée en 2012 avec plus de 54 % des voix dans un contexte politique difficile[évasif]. Elle est réélue avec 69,68 % des voix au second tour le 18 juin 2017 face au candidat LREM, Jean Pierre Morali.
Elle dépose en novembre 2011 une proposition de loi permettant un meilleur accès à la contraception notamment pour les mineurs, et à l'interruption volontaire de grossesse.
En 2014, elle dépose une proposition de loi pour renforcer le contrôle des arrêts de maladie et réintroduire la journée de carence dans la fonction publique ; et elle rédige un rapport sur les emplois à domicile.
En mars 2015, elle est élue conseillère départementale du canton de Château-Porcien en tandem avec Renaud Averly,. Elle devient la 8e vice-présidente du conseil départemental et démissionne de son mandat de conseillère régionale. En juin 2017, dans le cadre de la loi du non-cumul des mandats, elle démissionne de son poste de vice présidente du conseil départemental.
Le 8 janvier 2016, elle est nommée secrétaire générale adjointe du parti, chargée des fédérations professionnelles. En septembre 2016, elle est nommée porte parole des Républicains.
En 2017, elle est réélue députée.
Le 24 février 2022, elle confie à France 3 Ardennes sa décision de ne pas se représenter pour un cinquième mandat à l'Assemblée nationale, après au total 27 ans en politique. Elle est nommée chevalière de l'ordre national de la Légion d'honneur en juillet 2023 et reçoit les insignes en avril 2024.
Elle est déboutée en juin 2022 de la poursuite judiciaire intentée envers le syndicat Sud Education 93, et condamnée avec quatre parlementaires LR à verser 5 000 euros au syndicat.

## Anciens mandats
- 19/06/1995 - 18/03/2001 : membre du conseil municipal de Charleville-Mézières
- 19/03/2001 - 01/07/2002 : membre du conseil municipal de Charleville-Mézières
- 16/03/1998 au 28/03/2004 : vice-présidente du conseil régional de Champagne-Ardenne
- de 2004 - mars 2015 : membre du conseil régional de Champagne-Ardenne
- 02/04/2015 - 27/06/2021 : conseillère départementale du canton de Château-Porcien

Première de liste pour les municipales de 2008 sur la commune de Charleville-Mézières, sur une liste UMP d'ouverture, avec comme second de liste, Boris Ravignon, l'ancien adversaire du député Vuilque lors des élections législatives, elle démissionne du conseil municipal immédiatement après son élection.

## Mandats: 2017 - 2022
- Députée des Ardennes
- Membre de la commission des Affaires étrangères (Assemblée nationale)
- Membre du CA de l'AFD (Agence française de développement)
- Membre de l'APCE (Assemblée parlementaire du Conseil de l'Europe)